# Oldsmobile Cutlass Supreme
Oldsmobile Cutlass Supreme — среднеразмерный (до 1988 года полноразмерный) автомобиль, выпускавшийся с 1965 по 1997 год подразделением Oldsmobile компании General Motors. Вытеснен с конвейера моделью Oldsmobile Intrigue.

## Первое поколение (1966—1967)
Впервые Cutlass Supreme был представлен в 1965 году. Интерьер автомобиля включал в себя сиденья-скамейки с подлокотниками, чехлы на колёсах и «люксовые» дверные панели. На задних C-образных стойках и крышке багажника имеются эмблемы «CS». К 1967 году модельный ряд включал в себя двухдверное купе (Holiday Coupe), двухдверное купе с колоннами (Sport Coupe), четырехдверный седан с колоннами (Town Sedan) и кабриолет.
- Вид спереди
- Вид сзади

## Второе поколение (1968—1972)
Второе поколение Oldsmobile Cutlass Supreme выпускалось с 1968 по 1972 год. Колёсная база купе была укорочена до 2946 мм, а колёсная база седанов и универсалов была удлинена до 3100 мм. В модельный ряд также входили двух- и четырёхдверные хардтопы. В 1969 году автомобили прошли рестайлинг.
- 1969 Oldsmobile Cutlass Supreme
- 1971 Oldsmobile Cutlass Supreme
- 1971 Oldsmobile Cutlass Supreme Holiday Coupe
- 1972 Oldsmobile Cutlass Supreme

## Третье поколение (1973—1977)
Третье поколение Oldsmobile Cutlass Supreme выпускалось с 1973 по 1977 год. Автомобили выпускались в кузовах двухдверное купе (Cutlass Supreme Brougham) и четырёхдверный седан (Cutlass Salon).
- 1973 Oldsmobile Cutlass Supreme
- 1974 Oldsmobile Cutlass Supreme
- 1975 Oldsmobile Cutlass Salon
- 1976 Oldsmobile Cutlass Supreme
- 1977 Oldsmobile Cutlass Supreme
- 1977 Oldsmobile Cutlass Supreme Vista Cruiser

## Четвёртое поколение (1978—1988)
Четвёртое поколение Oldsmobile Cutlass Supreme выпускалось с 1978 по 1988 год. В 1978 году появились задние фонари с подсвеченным логотипом «Oldsmobile Rocket», в 1979 году на задних фонарях появился логотип «Rocket», в 1980 году вновь появилось четыре фары, а в 1981 году автомобили прошли аэродинамический рестайлинг. До 1981 года автомобили выпускались на платформе A-body, а с 1982 года — на платформе G-body.
- 1978 Oldsmobile Cutlass Supreme
- 1978 Cutlass Supreme
- 1979 Cutlass Supreme Coupe
- 1980 Cutlass Supreme
- 1981 Oldsmobile Cutlass Cruiser
- 1984 Cutlass Supreme Brougham
- 1984 Cutlass Supreme Brougham
- 1985 Oldsmobile Cutlass Supreme Brougham
- 1986 Cutlass Supreme
- 1988 Cutlass Supreme Coupe
- Oldsmobile Cutlass Supreme
- Вид сзади

## Пятое поколение (1988—1997)
Последнее поколение автомобилей Oldsmobile Cutlass Supreme выпускалось с 13 января 1988 по 1997 год на платформе GM10 (W-body). Колёсную базу 2730 мм автомобили разделяли с Pontiac Grand Prix, Buick Regal и Chevrolet Lumina. С 1988 по 1995 год автомобили производились в Доравилле, а с 1996 по 1997 год — в Канзасе. Производство кабриолетов завершилось 15 февраля 1995 года, а купе — 1 марта 1995 года. До 1997 года автомобили выпускались в кузовах седан.
- 1990—1991 Oldsmobile Cutlass Supreme
- 1990 Oldsmobile Cutlass Supreme
- 1992—1994 Oldsmobile Cutlass Supreme
- 1995—1997 Oldsmobile Cutlass Supreme

### Двигатели
| Двигатель                               | Годы производства | Мощность            | Крутящий момент |
| --------------------------------------- | ----------------- | ------------------- | --------------- |
| 2,8 л (173 куб. дюйма) LB6 V6           | 1988—1989         | 130 л. с. (96 кВт)  | 230 Н⋅м         |
| 3,1 л (191 куб. дюйм) LH0 V6            | 1989—1993         | 140 л. с. (103 кВт) | 251 Н⋅м         |
| 2,3 л (138 куб. дюймов) Quad-4 (LD2) I4 | 1990—1991         | 160 л. с. (118 кВт) | 206 Н⋅м         |
| 2,3 л (138 куб. дюймов) Quad-4 (LG0) I4 | 1990              | 180 л. с. (132 кВт) | 217 Н⋅м         |
| 3,1 л (191 куб. дюйм) L82 V6            | 1994—1997         | 160 л. с. (118 кВт) | 251 Н⋅м         |
| 3,4 л (204 куб. дюйма) LQ1 V6           | 1991—1995         | 210 л. с. (154 кВт) | 292 Н⋅м         |
| 3,4 л (204 куб. дюйма) LQ1 V6           | 1996              | 215 л. с. (158 кВт) | 298 Н⋅м         |